# Championnat de Franche-Comté de cross-country
Le Championnat de Franche-Comté de cross-country est la compétition annuelle de cross-country désignant le champion de Franche-Comté de la discipline. Il est qualificatif pour les Interrégionaux Nord-Est de cross-country.

## Palmarès cross long hommes
- 2002 : David Salvati
- 2003 : Abdel Mamhoudi
- 2004 : David Lebreton
- 2005 : Jean-Philippe Tournier
- 2006 : Jean-Philippe Tournier
- 2007 : Maxime Fico
- 2008 : Jonathan Lardier
- 2009 : Jonathan Lardier
- 2010 : Jonathan Lardier
- 2011 : Vincent Boiteux
- 2012 : Ludovic Trossat
- 2013 : Ludovic Trossat
- 2014 : Valentin Pepiot
- 2015 : Thibaut Baronian
- 2016 : Thibaut Baronian

## Palmarès cross long femmes
- 2002 : Isabelle Grandvoinet
- 2003 : Sandrine Piot
- 2004 : Sandrine Piot
- 2005 : Sylvie Grandperrin
- 2006 : Sylvie Grandperrin
- 2007 : Fanchon Brouillet
- 2008 : Sylvie Grandperrin
- 2009 : Valérie Duvialard
- 2010 : Sylvie Grandperrin
- 2011 : Sophie Duvernay
- 2012 : Eva Federspiel
- 2013 : Sylvie Grandperrin
- 2014 : Eva Federspiel
- 2015 : Mathilde Vacoret
- 2016 : Eva Federspiel